# Socket 370
Il socket 370 fu lanciato nell'agosto del 1998, destinato a prendere il posto del più vecchio Slot 1. Il numero 370 sta ad indicare il numero di fori compresi in tale socket, fori in cui andavano ad alloggiarsi altrettanti piedini (pin) presenti sul processore.

## Caratteristiche tecniche

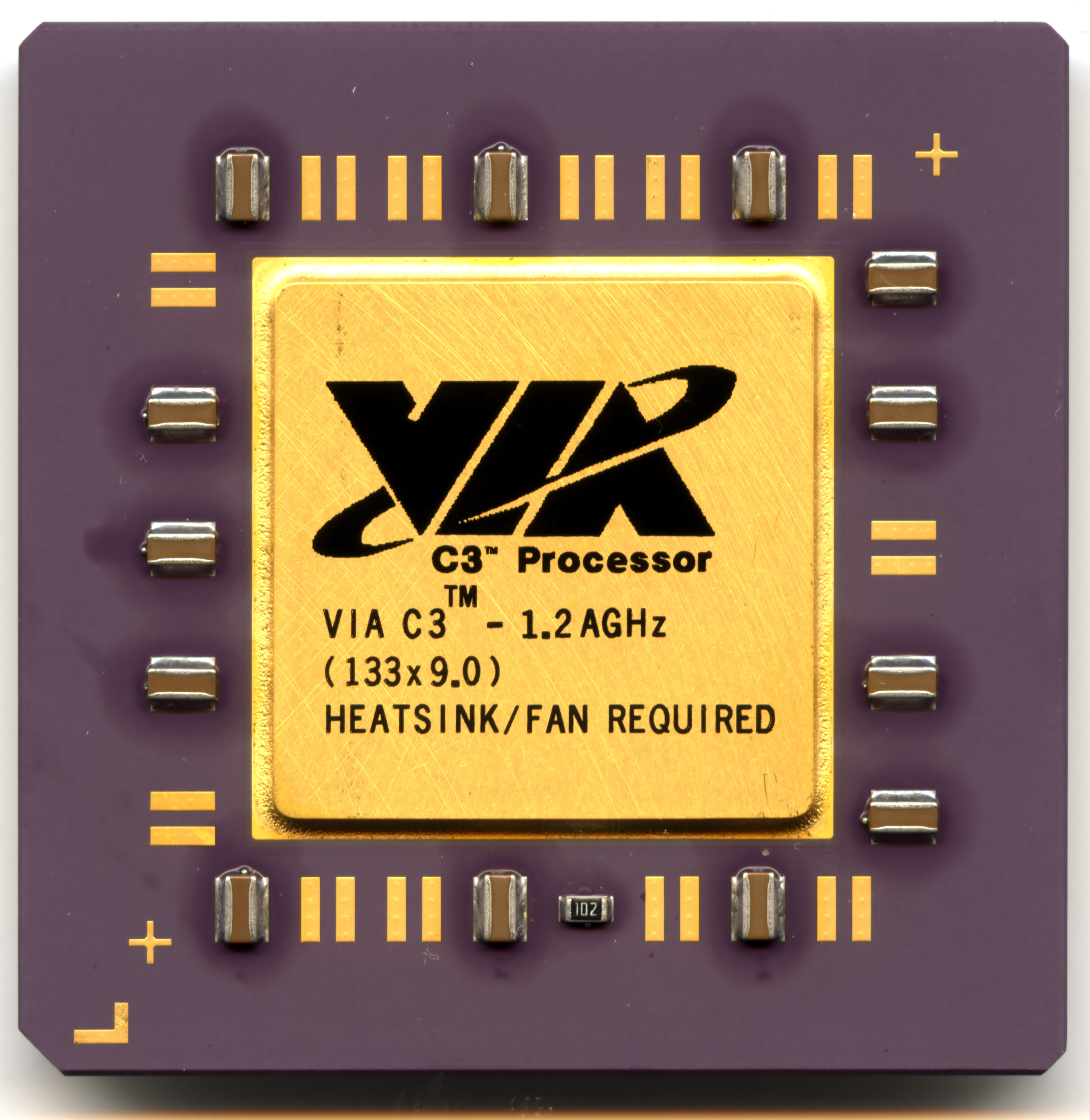
Microprocessore VIA C3 1.2 GHz Nehemiah C5XL CPGA socket-370

Il socket 370 presentava molti punti di contatto con lo Slot 1, non solo nelle frequenze di bus e nei voltaggi supportati: molte CPU furono rilasciate per entrambi i socket, e tramite appositi adattatori era possibile utilizzare su molte schede madri col solo Slot 1 anche i processori su Socket 370.
Erano inoltre disponibili schede madri con entrambi gli innesti, anche se consentivano di montare una sola CPU alla volta.
Con l'avvento della tecnologia Coppermine, anche i Pentium III si spostarono sul socket 370, nonostante ciò molti modelli di Pentium III Coppermine uscirono anche su slot 1.
Il socket 370 fu utilizzato anche dai processori basati sulla tecnologia Tualatin, anche se alcune importanti differenze li rendevano incompatibili con numerose schede madri rilasciate in precedenza.
Il socket 370 fu utilizzato anche da VIA Technologies per numerosi modelli di processori C3.